# Tea Party
|  | Per a altres significats, vegeu «Tea Party de Boston». |

El Tea Party — traduïble en català com «motí del te» o «partit del te»— és un moviment polític estatunidenc de dreta centrat en una política fiscalment conservadora, i definit per l'originalisme, és a dir, la tornada als orígens filosòfic-constitucionals dels Estats Units. El Govern de Washington, l'endeutament públic i la classe política en general (tant Demòcrates com Republicans) són el principals blancs dels seus atacs i advoquen per una reducció de la presència del Govern Federal en l'àmbit social.
Malgrat el seu alineament general de dreta, l'ideari polític dels adherents del Tea Party no és uniforme. Dins hi conflueixen diferents ideologies, especialment les filosofies conservadora i el liberalisme llibertari, podent trobar dins el mateix moviment des de membres nacionalistes i religiosos fins a d'altres d'idees liberals i individualistes.
Es va formar com a xarxa de més de 2.800 petites organitzacions conservadores de base que va néixer per expressar el desencís popular amb la marxa econòmica i en protesta per l'elevada despesa pública que promou el govern federal. A les eleccions de mig mandat de 2010 es va consolidar com a força política al Congrés dels Estats Units.
Reclama restablir la ideologia fundacional dels Estats Units, reprèn els símbols de la guerra de la independència estatunidenca i inspira el seu nom en el Tea Party de Boston, un esdeveniment històric que va marcar els inicis de la revolució estatunidenca contra la Corona Britànica al segle xviii.

## Origen
El partit sembla que va néixer a partir de la progressiva agrupació de persones que es trobaven en manifestacions organitzades a partir de l'anomenada crisi financera començada l'any 2008, per a salvar i protegir el sector bancari i contra les reformes socials, especialment el projecte de sanitat gratuïta per a tothom del president Barack Obama i aprovat pel Congrés dels Estats Units.
Aquestes persones es posaven en contacte sobretot a través de blocs, fòrums i xarxes socials d'internet. Així, per exemple, el 19 de febrer de 2009, un periodista d'una cadena financera i conservadora de televisió, va proposar per Youtube una protesta organitzant un Motí del Te a Chicago. Aquests grups de persones reunides a través de la xarxa i al voltant d'estrelles mediàtiques van tenir, a més, el suport financer de FreedomWorks, dirigida pel republicà de dretes Dick Armey, l'esponsorització d'algunes grans empreses, com la tabaquera Philip Morris, i de milionaris extremistes, com David i Charles Koch a través de la seva organització Americans for Prosperity.
Van començar a prendre importància als mitjans i ser més coneguts a partir de l'anunci de la reforma de la sanitat per Barack Obama i per les manifestacions contra la sanitat pública que es van retransmetre a tot el món. Al país també apareixien públicament cada vegada més en el seu suport a l'oposició, i en particular a l'elecció del republicà Scott Brown pel Senat per Massachusetts. Es van presentar a les eleccions estatunidenques de mig mandat de 2010 amb els republicans i sembla que van ser decisius perquè aquests guanyessin al partit del president Obama.
A les eleccions de mig mandat de 2010, el Tea Party es va imposar als estats de Florida, Indiana, Kentucky, Carolina del Sud i Minnesota. Es considera que a partir d'aquest moment és una força política a tenir en consideració a les eleccions presidencials de 2012. L'octubre 2013 van provocar un tancament del govern en una temptativa de bloquejar la reforma sanitària aprovada per llei el 2010 que hauria de proveir atenció medica a tothom organitzat per l'estat federal, el que consideren com un vici socialista.

## Polítics
L'antiga candidata republicana a la vicepresidència Sarah Palin ha estat de vegades considerada com la cara visible, o almenys més coneguda, del Tea Party; però en realitat no pertany a aquest partit. Sí que comparteix amb ells algunes crítiques a Obama i ha donat suport a alguns candidats del Tea Party per a les eleccions de mitja legislatura de 2010.
Alguns membres destacats del Tea Party, per exemple, són:
- Rand Paul, senador del Capitoli de Washington per Kentucky des de les eleccions de 2010
- Marco Rubio, senador del Capitoli per Florida des de les eleccions de 2010
- Kelly Ayote, senador del Capitoli per Nou Hampshire des de les eleccions de 2010